# Skoger
Skoger var en tidigare tätort på gränsen mellan Drammens kommun i dåvarande Buskerud fylke och dåvarande Sande kommun i dåvarande Vestfold fylke i sydöstra Norge. Orten utgjorde tidigare centralort i dåvarande Skogers kommun i Vestfold fylke. Bebyggelsen utgör idag en del av tätorten Drammen.